# 海州之战
海州之战，1162年（金世宗大定二年，宋高宗绍兴三十二年）五月，南宋军队在海州（治朐山县，今江苏省连云港市西南海州镇）击败金朝军队的一次作战。
金世宗整饬军备，准备攻取两淮及陕西等路州县。1162年五月，命太师乌珍（又名五斤）统兵二十万攻海州。乌珍先派兵一部往海州西南断南宋海州守将魏胜粮道。魏胜得知后，选派三千精骑前往石闼堰（今江苏省东海县东南），凭借地形阻击金军，使他们不得前进。五月十二日，金军增兵十万，攻打石闼堰，魏胜亲率军队与金军作战，斩杀数千人，金军战败，魏胜不追，回军城中。金军围海州城数重，魏胜与统制官郭蔚分兵防御，乘夜派兵劫金军营寨，焚烧金朝攻城器械。金军攻城，魏胜向沿海制置使李宝告急，宋朝廷派镇江都统制张子盖率兵驰援。五月十五日，张子盖率军抵达石湫堰，万余骑金军在河东布阵，阻击宋朝援军。张子盖率数千军攻击金军，统制张玘为流矢射中，阵亡。张子盖大呼，驰入金阵，士卒奋力激战。魏胜率军赶到，和张子盖两面夹击，金军大乱，近半数在石湫河溺死，宋军追击数十里，金军解围北去。